# Хутия Гарридо
Хутия Гарридо (лат. Capromys garridoi) — вид грызунов из подсемейства хутиевых семейства щетинистых крыс. Вид находится на грани полного исчезновения. Эндемик Кубы.

## Красная книга
Хутия Гарридо — редкий, малоизученный вид, обитающий на небольшой территории. Численность неизвестна, но очень мала.
Единственный известный экземпляр был пойман в 1967 году. В 1979 году специальной экспедиции не удалось поймать ни одного животного, но были обнаружены следы их деятельности.
Основная причина снижения численности — неконтролируемая охота ради мяса. Охраняются законом. Места обитания хутий Гарридо объявлены охраняемой зоной.

## Обитание
Распространены на нескольких небольших островках банки Хардинес (исп. Banco de los Jardins y Jardinillos) — к востоку от острова Пинос и в 40 км к югу от полуострова Сапата на Кубе. Населяют заросли красных мангров. Экология не изучена.